# Forță de întindere

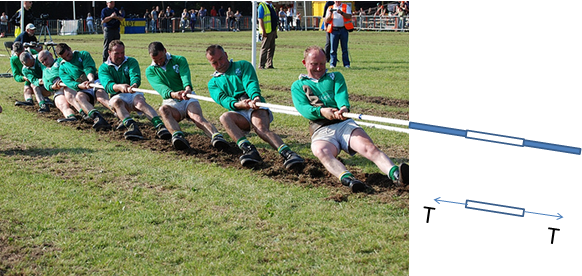
Nouă bărbați trag de frânghie. În prelungirea frânghiei din fotografie este un desen care arată segmente adiacente ale frânghiei. Un segment este copiat dedesubt și arată perechea de forțe de întindere, T, care trag segmentul în direcții opuse. T este transmisă axial și se numește forță de întindere. Acest capăt al frânghiei trage echipa de sportivi spre dreapta. Fiecare segment de frânghie este tras de cele două segmente învecinate, solicitând segmentul cu ceea ce se numește efort unitar sau tensiune, tensiune care se modifică de-a lungul frânghiei între fiecare dintre persoanele care trag (de partea centrală a frânghiei trag mai mulți decât de capete, deci acolo tensiunea este mai mare).

În fizică și rezistența materialelor, forța de întindere este descrisă drept forța de tragere transmisă axial prin intermediul unui fir, sfori, cablu, lanț sau obiect similar, sau la fiecare capăt al unei tije, grinzi sau obiect tridimensional similar. Forța de întindere poate fi descrisă și prin câte o pereche de forțe acțiune–reacțiune care acționează la fiecare capăt al elementelor menționate. Forța de întindere determină deformarea prin întindere a obiectului asupra căruia acționează. Forța de întindere este opusa forței de compresiune.
La nivel atomic, atunci când moleculele sau atomii sunt îndepărtați unul de celălalt și acumulează energie potențială datorită unei forțe de revenire care încă există, forța de revenire ar putea crea ceea ce se numește tensiune. Fiecare capăt al unui fir sau al unei tije aflate sub o astfel de tensiune ar putea trage de obiectul de care este atașat, pentru a readuce firul/tija la lungimea sa din starea relaxată, unde tensiunea este nulă.
În fizică, forța de întindere, ca una din componentele perechii de forțe acțiune–reacțiune, sau ca forță de revenire, este o forță, care se măsoară în newtoni. Capetele unui fir sau ale altui obiect supus la întindere vor exercita forțe asupra obiectelor de care sunt legate  firul sau tija, în direcția firului în punctul de legare. Există două posibilități de bază pentru sistemele de obiecte ținute de legături: fie accelerația este zero și sistemul este în [[echilibru mecanic |echilibruîî, fie există accelerație și în sistem este prezentă o Forță rezultantă nenulă.

## Întinderea unidimensională

### Forțele în fire
Într-un fir tensiunea este o cantitate vectorială, dar cum direcția vectorului este direcția firului, poate fi caracterizată complet de o mărime scalară nenegativă. De obicei un fir este idealizat ca având o singură dimensiune, având lungime și secțiune transversală, dar fără masă. Dacă nu există îndoiri în fir, așa cum se întâmplă la oscilații sau la scripeți, atunci tensiunea este o constantă de-a lungul firului, egală cu mărimea forțelor aplicate de capetele sale. Conform principiului al III-lea al mecanicii, acestea sunt aceleași forțe cu cele exercitate asupra capetelor firului de către obiectele de care sunt legate capetele. Dacă firul se curbează în jurul unuia sau mai multor scripeți, va avea totuși o tensiune constantă pe toată lungimea sa în situația ideală că scripeții au masa nulă și nu există frecare.
| Forțele (F) din firul care ține suspendată bila |

### Întinderea coardelor vibrante
O coardă vibrantă vibrează cu un set de frecvențe care depind de tensiunea din coardă. Aceste frecvențe pot fi calculate din legile lui Newton. Fiecare segment microscopic al coardei trage și este tras de-a lungul coardei de segmentele învecinate, cu o forță egală cu forța de întindere.
Dacă coarda are curbură, atunci forțele de la capetele unui segment de coardă nu se vor anula și exista o forță rezultantă asupra acelui segment, provocând o accelerație. Această forță rezultantă este o forță de revenire, iar mișcarea firului poate conține unde transversale care satisfac ecuația centrală din teoria Sturm–Liouville⁠(d):
{\displaystyle -{\frac {d}{dx}}{\bigg [}\tau (x){\frac {d\rho (x)}{dx}}{\bigg ]}+v(x)\rho (x)=\omega ^{2}\sigma (x)\rho (x)}
unde {\displaystyle v(x)} este forța distribuită pe lungime, iar {\displaystyle \omega ^{2}} sunt valorile proprii la rezonanță pentru deplasările transversale {\displaystyle \rho (x)} ale coardei, cu soluții care includ diverse armonici ale instrumentului cu coarde.

## Tensiuni tridimensionale
Tensiunea este folosită și pentru a descrie solicitarea exercitată de capetele unui material tridimensional continuu, cum ar fi o tijă sau o bară. O astfel de tijă se alungește sub tensiune. Alungirea, care va provoca defecțiuni depinde de efortul unitar (tensiune), adică de raportul dintre forța rezultantă și aria secțiunii transversale, deci acest efort este mai util în inginerie decât doar forța. Tensiunea este o matrice 3 × 3, numită tensor, iar elementul {\displaystyle \sigma _{11}} al tensorului tensiunii este forța de tracțiune pe unitatea de arie. Dacă tija este comprimată, convențional tensiunea este considerată negativă.
Astfel, se poate obține un scalar analog tensiunii luând urma tensorului tensiunii.

## Sistem în echilibru
Un sistem este în echilibru atunci când suma tuturor forțelor care acționează asupra sa este zero.
{\displaystyle \sum {\vec {F}}=0}
De exemplu, se consideră un sistem constând dintr-un obiect care este coborât vertical de o sfoară, cu tensiunea T, la o viteză constantă. Prin urmare, sistemul este în echilibru deoarece forța de întindere din sfoară, care trage în sus obiectul, este egală cu greutatea obiectului (o forță), mg (m este masa obiectului, iar g este accelerația gravitațională a Pământului), care trage în jos obiectul.
{\displaystyle \sum {\vec {F}}={\vec {T}}+m{\vec {g}}=0}

## Sistem supus unei forțe rezultante
Într-un sistem apare o forță rezultantă atunci când suma tuturor forțelor care acționează asupra sa nu este zero. Forța rezultantă determină întotdeauna o accelerație, aceste două noțiuni sunt inseparabile.
{\displaystyle \sum {\vec {F}}\neq 0}
De exemplu, fie bila suspendată de mai sus, dar că bila este acum coborâtă cu o viteză crescândă în jos (accelerare pozitivă). Prin urmare, undeva în sistem există o forță rezultantă, accelerația arată că {\displaystyle |mg|>|T|}.
{\displaystyle \sum {\vec {F}}={\vec {T}}-m{\vec {g}}\neq 0}
Într-un alt exemplu, fie două corpuri A și B având masele {\displaystyle m_{1}} și respectiv {\displaystyle m_{2}} sunt legate între ele printr-un fir inextensibil care trece peste un scripete fără frecare. Există două forțe care acționează asupra corpului A: greutatea acestuia ({\displaystyle G_{1}=m_{1}g}) care îl trage în jos și forța {\displaystyle T} din fir care îl trage în sus. Prin urmare, forța rezultantă {\displaystyle F_{1}} asupra corpului A este {\displaystyle G_{1}-T}, deci {\displaystyle m_{1}a=m_{1}g-T}. Dacă firul este elastic, el se comportă conform legii lui Hooke.